# کزورستول، سوئیس
شهر کزورستول  در بخش زورزک در ایالت ارگو در کشور سوئیس واقع شده‌است که ۴۰۰ نفر جمعیت دارد.